# Euthalia salpona
Euthalia salpona är en fjärilsart som beskrevs av Hans Fruhstorfer 1909. Euthalia salpona ingår i släktet Euthalia och familjen praktfjärilar. Inga underarter finns listade i Catalogue of Life.